# Siedlisko półnaturalne

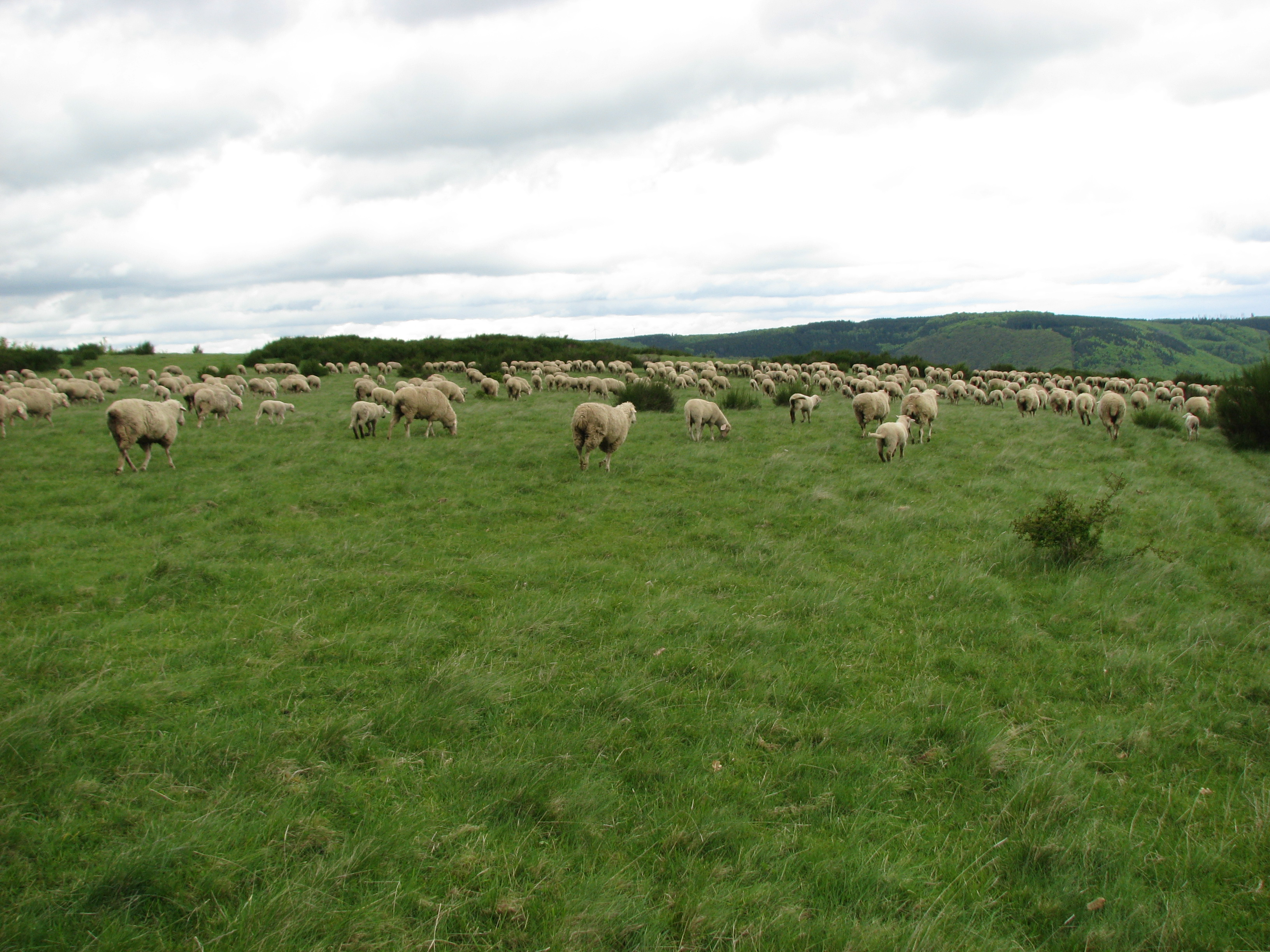
Pastwisko

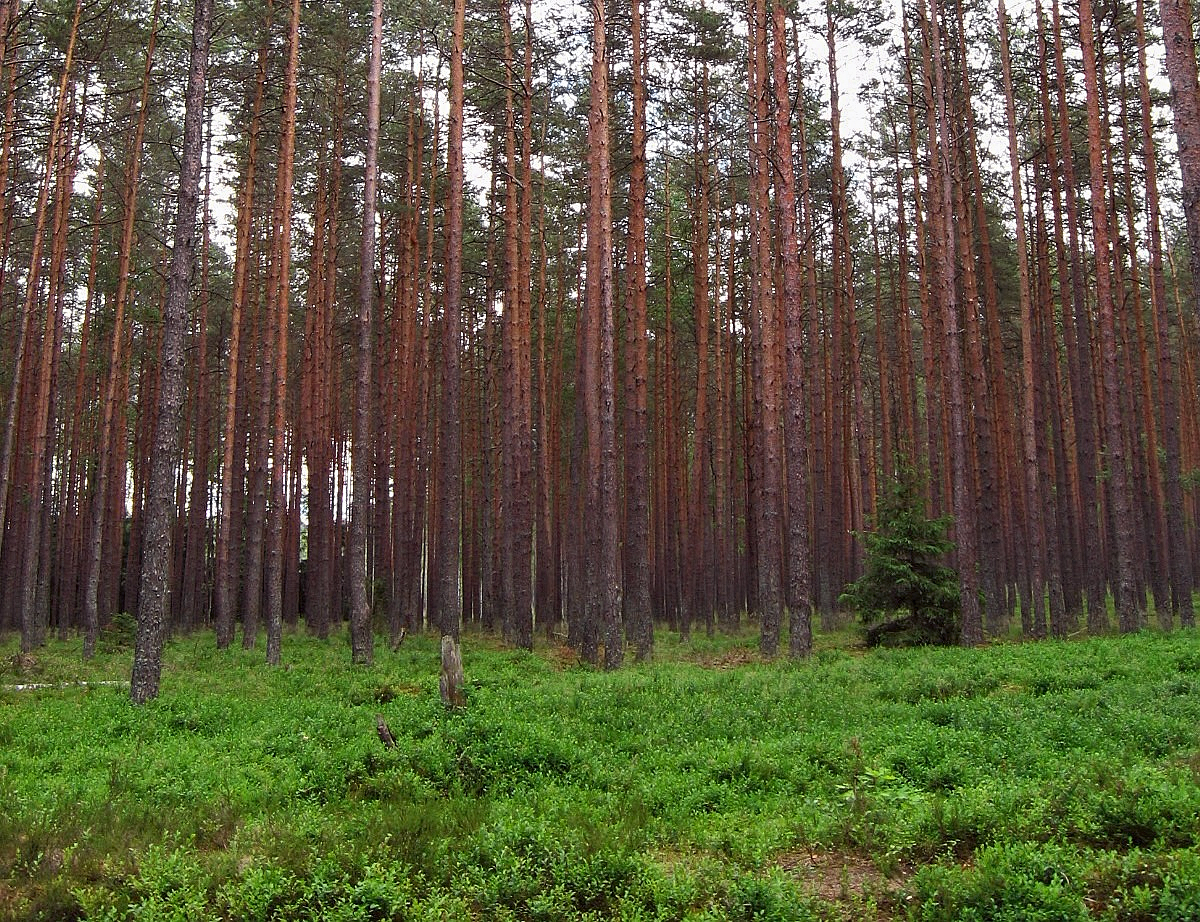
Monokultura sosnowa

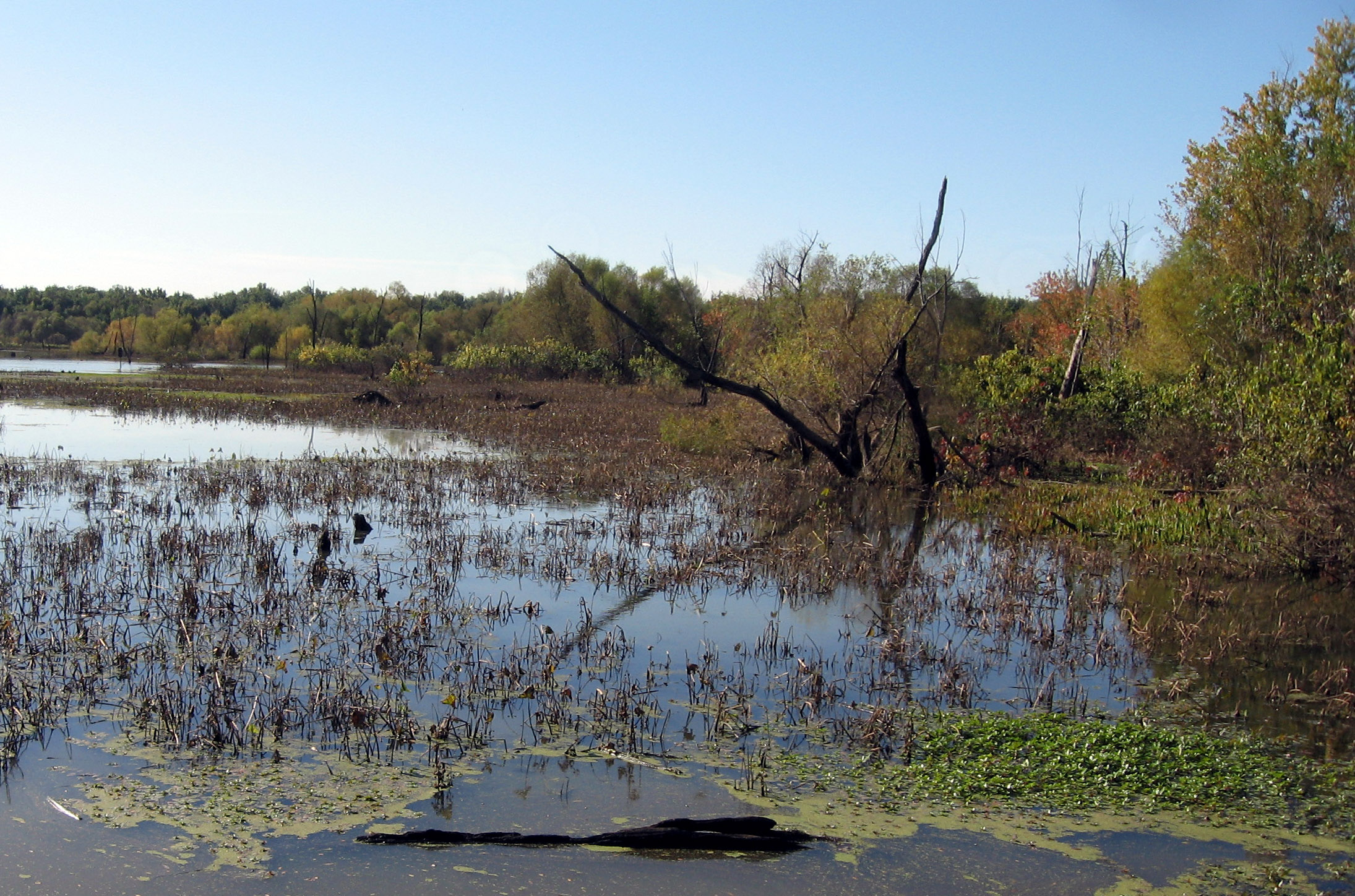
Aluwium

Siedlisko półnaturalne – siedlisko wtórne w niewielkim stopniu zmienione w wyniku działalności człowieka. Jest to mało precyzyjne określenie, obejmujące siedliska pośrednie między naturalnymi, a synantropijnymi. Siedliska półnaturalne powstały w wyniku działalności człowieka, ale są tylko pod jego okresowym, albo stałym, ale niewielkim wpływem. 
Siedliska półnaturalne zajmują głównie gatunki rodzime z niewielką domieszką hemiagriofitów.  Do siedlisk tych należą m.in.: 
- Łąki, na których stałe koszenie uniemożliwia powrót do stanu pierwotnego, czyli lasu[2],
- Pastwiska, na których czynnikiem uniemożliwiającym odtworzenie się lasu jest wypas[2],
- Poręby i nasadzenia leśne[2],
- Podlegające silnej działalności człowieka lasy gospodarcze, zwłaszcza monokultury. Zaburzona jest tutaj naturalna struktura gatunkowa poszczególnych warstw lasu, często zupełnie brak niektórych warstw, nienaturalna jest struktura wiekowa drzew. Nienaturalna jest także infrastruktura leśna: sieć dróg i rowów melioracyjnych. W takich półnaturalnych lasach pojawiają się gatunki obce rodzimej florze (kenofity). W Polsce wśród drzew szczególnie groźnymi i niepożądanymi przybyszami są gatunki północnoamerykańskie: czeremcha amerykańska Padus serotina, robinia akacjowa Robinia pseudoacacia, dąb czerwony Quercus rubra, wśród roślin zielnych niecierpek drobnokwiatowy Impatiens parviflora, winobluszcz zaroślowy Parthenocissus inserta, a na brzegach lasów rudbekia naga Rudbeckia laciniata i łubin trwały Lupinus polyphyllus[2],
- Aluwia i wysychające brzegi zbiorników wodnych. Są to zbiorowiska okresowo zalewane przez wodę. Zalewanie ich przez wodę jest czynnikiem naturalnym, jednak w warunkach intensywnej gospodarki człowieka i dużego zaludnienia wody te są w różnym stopniu zanieczyszczone, co wpływa na stan gatunkowy tych siedlisk. Łatwo do nich przenikają gatunki obcego pochodzenia (metafity). W Europie od około 200 lat, a szczególnie w ostatnich kilkudziesięciu latach, duży udział gatunkowy w tych siedliskach mają gatunki pochodzące z Ameryki Północnej i Azji. Są to gatunki zawleczone, jak np. uczep amerykański Bidens frondosa czy rzepień brzegowy Xanthium albinum, ale przede wszystkim uciekinierzy z upraw, jak np. klon jesionolistny Acer negundo, aster nowobelgijski Aster  novi-belgii, aster nowoangielski Aster novi-angliae, nawłoć kanadyjska Solidago canadensis, aster drobnokwiatowy Aster tradescantii, aster wierzbolistny Aster lanceolatus, rdestowiec ostrokończysty Reynoutria japonica, kolczurka klapowana Echinocystis lobata. Niektóre z tych nowych przybyszów to gatunki inwazyjne, silnie wypierające gatunki rodzime i tworzące jednogatunkowe skupiska. Należy do nich np. niecierpek gruczołowaty Impatiens glandulifera. Duży udział w tworzeniu zbiorowisk aluwiów mają gatunki o pnących się i wijących łodygach, np. kielisznik zaroślowy Calystegia sepium,
- Półnaturalne murawy i ciepłolubne zarośla na wydmach. Tego typu półnaturalne zbiorowiska powstają na wypalanych przydrożnych skarpach, rzadko użytkowanych pastwiskach i utrwalonych wydmach. W Europie wśród przybyszów obcego pochodzenia występują tutaj gatunki pochodzące ze stepów i półpustyń południowo-zachodniej Azji i południowo-wschodniej Europy: rukiewnik wschodni Bunias orientalis, pyleniec pospolity Berteroa incana, przegorzan kulisty Echinops sphaerocephalus, pochodzące z amerykańskich prerii przymiotno gałęziste Erigeron ramosus, czy z Europy Zachodniej bodziszek pirenejski Geranium pyrenaicum. Aż z Tybetu i Himalajów pochodzi rozwijający się na półnaturalnych skarpach kolcowój pospolity Lycium barbarum, a z Japonii róża pomarszczona Rosa rugosa rozrastająca się na wydmach (także sadzona w celu ich utrwalania)[2].